# Louisiana (Nieuw-Frankrijk)

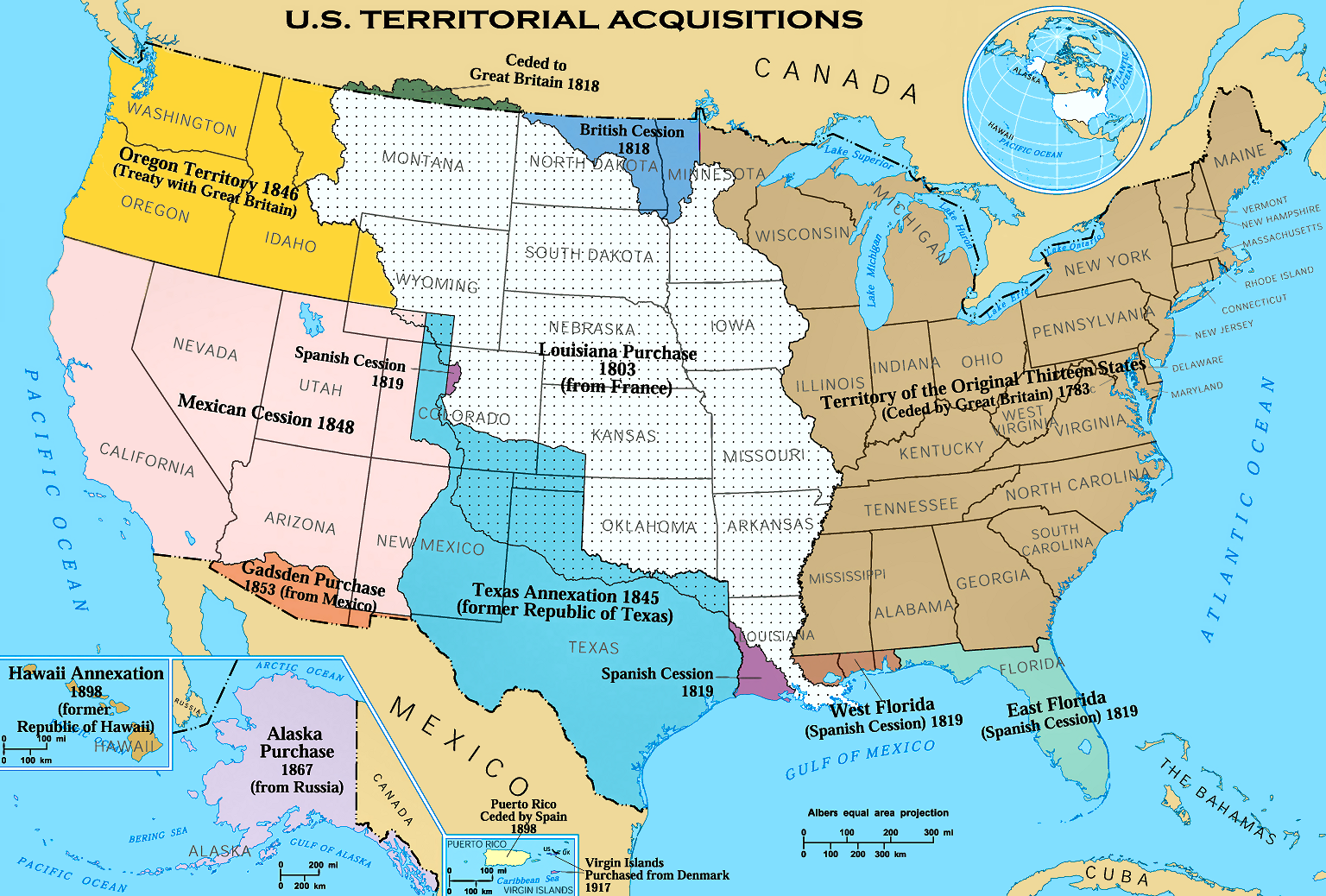
De grenzen van het gebied Louisiana (in wit) dat in 1803 door de Verenigde Staten aangekocht werd

Louisiana (Frans: La Louisiane) is een historische regio in Noord-Amerika die deel uitmaakte van de Franse kolonie Nieuw-Frankrijk.
Louisiana was veel groter dan de tegenwoordige Amerikaanse staat Louisiana en behelsde het hele stroomgebied van de Mississippi van de Grote Meren tot de Golf van Mexico en van de Rocky Mountains naar de Appalachen. Het lag tussen Nieuw-Spanje in het westen en de Britse Dertien Kolonies (die in 1776 onafhankelijk werden als de Verenigde Staten) in het Oosten.
De Franse kolonie Louisiana heeft veel Franse invloeden in de Verenigde Staten achtergelaten en, vooral in de huidige deelstaat Louisiana, een mengcultuur met sterke Franse invloeden voortgebracht. In de staat Louisiana worden nog steeds drie verschillende vormen van Frans gesproken. Ook het carnaval in New Orleans (Mardi Gras) is een overblijfsel van de Franse tijd.
Het gebied werd verdeeld in Opper-Louisiana (Haute-Louisiane) en Neder-Louisiana (Basse-Louisiane), gescheiden door de rivier de Arkansas. De belangrijkste plaats was de havenstad La Nouvelle-Orléans (New Orleans) aan de monding van de Mississippi, gesticht in 1718. Andere plaatsen die gesticht werden in Louisiana en nog steeds hun Franse naam dragen zijn St. Louis, Detroit, Baton Rouge en Mobile.
De bevolking van het gebied was zeer gemengd. Naast de inheemse bevolking waren er, voornamelijk in het gebied rond New Orleans, veel arme Franse kolonisten, zoals criminelen, prostituees en zwervers die gedwongen werden om naar Louisiana te vertrekken, maar ook cajuns die gevlucht waren uit de Franse kolonie Acadië. Verder waren er vluchtelingen uit Saint-Domingue - dat na een slavenopstand in 1804 onafhankelijk werd als Haïti -, vluchtelingen voor de Franse Revolutie, Spaanse kolonisten, creolen en Afrikaanse slaven. Naar schatting werden er alleen al tussen 1719 en 1743 zo'n 6.000 slaven vanuit Afrika naar Louisiana gebracht om op de plantages te werken.

## Geschiedenis
De Franse ontdekkingsreiziger René Robert Cavelier de La Salle noemde het gebied in 1682 Louisiana ter ere van koning Lodewijk XIV van Frankrijk. Sinds het eind van de 17e eeuw werd in het gebied een uitgebreid netwerk van forten gebouwd langs rivieren. Deze werden gebruikt voor handel met de inheemse bevolking (indianen), voornamelijk de lucratieve pelshandel.
Na de Franse nederlaag in de Franse en Indiaanse oorlog (onderdeel van de Zevenjarige Oorlog) moest Frankrijk bij de Vrede van Parijs in 1763 het gebied afstaan. Spanje kreeg het deel ten westen van de Mississippi, terwijl het deel ten oosten van de rivier in Britse handen kwam. In de eerste jaren was er hevig verzet van de Franse bevolking tegen het Spaanse gezag en de eerste Spaanse gouverneur werd zelfs verjaagd. Na onderdrukking van deze opstand in 1769 toonden de Spanjaarden zich goede bestuurders. Zij voerden veel zwarte slaven in (die onder Spaans bestuur ook gemakkelijk de vrijheid kregen). Zij introduceerden de teelt van suikerriet en katoen en de handel floreerde. Onder Spaans bestuur verhuisden veel economische activiteiten stroomafwaarts in de richting van de Golf van Mexico, wat leidde tot een toenemend belang van New Orleans aan de monding van de rivier. 
De Britse regering besloot vestiging van kolonisten te verbieden in het deel van Louisiana dat in 1763 Brits geworden was. Dit droeg bij tot de ontevredenheid van de kolonisten. Deze ontevredenheid droeg bij aan het ontstaan van de Amerikaanse Revolutie.
Frankrijk kreeg Louisiana opnieuw in handen bij het geheime Verdrag van San Ildefonso in 1800, maar na het opnieuw uitbreken van oorlog met Groot-Brittannië in 1803 besloot de Franse eerste consul Napoleon Bonaparte om het gebied aan de Verenigde Staten te verkopen. Met deze aankoop van Louisiana wisten de VS hun grondgebied te verdubbelen. Het aangekochte grondgebied vormde volledig of gedeeltelijk de huidige Amerikaanse staten Louisiana, Arkansas, Missouri, Iowa, North Dakota, Texas, South Dakota, New Mexico, Nebraska, Kansas, Wyoming, Minnesota, Oklahoma, Colorado en Montana. Op 9 maart 1804 (Three Flags Day) werd de Amerikaanse vlag gehesen in New Orleans. Het aangekochte gebied werd aanvankelijk het Louisianadistrict genoemd. Nadat het zuidelijke deel als de staat Louisiana tot de Verenigde Staten werd toegelaten, werd het overgebleven gebied het Louisianaterritorium en vervolgens het Missouriterritorium genoemd.
Met het Verdrag van Londen in 1818 werd een deel van Louisiana, boven de 49e breedtegraad, door de VS afgestaan aan Groot-Brittannië. Dit gebied maakt nu deel uit van Canada. Met het Adams-Onísverdrag in 1819 kregen de VS de rest van Louisiana van Spanje.